# Малые Нырси
Малые Нырси — деревня в Тюлячинском районе Татарстана. Входит в состав Большенырсинского сельского поселения.

## География
Находится в северо-западной части Татарстана на расстоянии приблизительно 15 км на юг-юго-восток по прямой от районного центра села Тюлячи.

## История
Известна с 1710-1711 годов, упоминалась также как Тавели. В начале XX века упоминалось о наличии мечети и медресе.
В «Списке населенных мест по сведениям 1859 года», изданном в 1866 году, населённый пункт упомянут как казённая деревня Малые Нырсы (Тавели) 2-го стана Лаишевского уезда Казанской губернии. Располагалась при безымянном овраге, по правую сторону торговой Ногайской дороги, в 75 верстах от уездного города Лаишево и в 2 верстах от становой квартиры в казённом селе Карабаяны (Богородское). В деревне, в 50 дворах жили 333 человека (162 мужчины и 171 женщина), была мечеть.

## Население
Постоянных жителей было: в 1782 году — 48 душ мужского пола, в 1859—316, в 1897—418, в 1908—438, в 1920—468, в 1926—388, в 1938—438, в 1949—247, в 1958—329, в 1970—284, в 1979—255, в 1989—184, 160 в 2002 году (татары 100 %), 151 в 2010.